# Luci Papiri Petus
Luci Papiri Petus (llatí: Lucius Papirius Paetus) fou un amic de Ciceró conegut gràcies a les seves lletres, part de les quals estan adreçades a Papiri Petus. Del que es diu a les cartes es dedueix que Papiri Petus seguia la doctrina epicúria i que era un home molt erudit i intel·ligent, pertanyent a la classe social dels cavallers.